# كينت جونز
كينت جونز (بالإنجليزية: Kent Jones)‏ هو لاعب غولف أمريكي، ولد في 8 يناير 1967 في بورتاليس في الولايات المتحدة.

## وصلات خارجية
- كينت جونز على موقع رابطة لاعبي الغولف المحترفين (الإنجليزية)
- كينت جونز على موقع التصنيف العالمي الرسمي للغولف (الإنجليزية)